# Parahaploposthia thiophilus
Parahaploposthia thiophilus är en plattmaskart som beskrevs av Fegley, Smith och Rieger 1984. Parahaploposthia thiophilus ingår i släktet Parahaploposthia och familjen Haploposthiidae. Inga underarter finns listade i Catalogue of Life.